# Jūlija Stepaņenko
Jūlija Stepaņenko (en russe : Юлия Степаненко, en letton : Jūlija Stepaņenko) née le 1er septembre 1977 à Riga, est une femme politique et avocate lettone, qui est députée de la Saeima, le parlement letton. Anciennement membre de L'Honneur de servir Riga !, et de Pour chacun et chacune (en) (qu'elle quitte en juin 2021), elle est aujourd'hui membre de Lettonie d'abord.

## Carrière politique
Jūlija Stepaņenko est élue pour la première fois au Saeima en 2014. Elle siège au comité des affaires européennes du parlement letton.
Elle reçoit plus de 12 000 soutiens et plus de 90 000 voix lors des élections législatives lettones de 2018, et devient l'un des représentants les plus soutenus de la 13e Saeima. Le premier jour de séance parlementaire, la députée annonce quitter la fraction parlementaire Harmonie et travailler comme députée indépendante, cependant, elle déclare qu'elle continuerait à travailler avec le parti sur des questions qui n'entrent pas en conflit avec ses valeurs. Jūlija Stepaņenko commence à siéger dans les commissions juridique, des affaires européennes et du développement durable.
En janvier 2021, elle cofonde le parti populiste de droite Pour chacun et chacune (en) et est choisie pour codiriger le parti aux côtés de son collègue député Aldis Gobzems (en), jusqu'à ce qu'elle quitte le parti le 30 juin 2021, critiquant le style de communication offensif de Gobzems. En août 2021, elle fait partie des cofondateurs du parti Lettonie d'abord, et est choisie comme présidente du conseil d'administration du parti ainsi que comme candidate à la présidence de la Lettonie.
Depuis le 15 novembre 2021, Jūlija Stepaņenko est l'une des quatre députés de la Saeima à être exclue des séances parlementaires par une loi spéciale interdisant aux élus sans certificat de vaccination contre le COVID-19 de participer aux discussion en présentiel et à distance. Elle estime que cette décision de la majorité parlementaire est profondément antidémocratique et montre que sous la bannière de la lutte contre le COVID-19, les choses s'égarent complètement.